# Pentila hewitsoni
Pentila hewitsoni är en fjärilsart som beskrevs av Smith och Kirby 1887. Pentila hewitsoni ingår i släktet Pentila och familjen juvelvingar. Inga underarter finns listade i Catalogue of Life.